# Ada (Ohio)
Ada – wieś w USA, w stanie Ohio, w hrabstwie Hardin.
Liczba mieszkańców w 2010 roku wynosiła 5 952.